# 孝勝院
孝勝院（こうしょういん、慶長12年4月21日（1607年6月15日） - 万治2年2月5日（1659年3月27日））は、仙台藩主伊達忠宗の正室。姫路藩主池田輝政の次女で、母は徳川家康の次女・督姫。名は振姫（ふりひめ）。3代将軍徳川家光や水戸藩主徳川光圀は従兄弟にあたる。

## 生涯
慶長12年（1607年）、姫路城で生まれる。
慶長16年（1611年）4月に祖父・家康と側室の英勝院の養女となった。夭折した叔母の市姫が伊達忠宗の許嫁となっており、その代わりであった。家康が死去したため元和3年（1617年）10月、改めて叔父である2代将軍徳川秀忠の養女となり、12月13日に忠宗に輿入れした。忠宗との間に長女鍋姫、長男虎千代丸、次男光宗の2男1女をもうけた。
万治2年（1659年）、53歳で死去した。孝勝寺に葬られた。